# Alicia D. Rotman
Alicia Dora Rotman ( 1975, Buenos Aires) es una botánica, curadora, profesora, exploradora argentina. Obtuvo la licenciatura en Ciencias Biológicas, por la Facultad de Ciencias Exactas, Naturales, Ingeniería, de la Universidad Nacional de Jujuy, desarrollando actividades académicas en la Facultad de Ciencias Agrarias de la Universidad Nacional de Jujuy y del CONICET, Argentina.
Ha realizado expediciones botánicas a Argentina, Brasil, Paraguay. realiza actividades de extensión en la región del Gran Jujuy

## Algunas publicaciones
- alicia d. Rotman, maría e. Múlgura. 2010. Novedades nomenclaturales en los géneros Lippia y Lantana (Verbenaceae). Darwiniana 48: 97 - 99

- ariel Toloza, julio a. Zygadlo, Fernando Biurrum, alicia d. Rotman, maría Picollo. 2010. Bioactivity of Argentinean essential oils against permethrin-resistant head lice, Pediculus humanus capitis. J. of Insect Sci. 10: 1 - 8

- alicia d. Rotman. 2009. El género Lantana L. (Verbenaceae-Verbenoideae) en Paraguay: sinopsis y novedades. Candollea (Ginebra) 64: 297 - 301

- j.s. Dambolena, m.p. Zunino, e.i. Lucini, julio a. Zygadlo, alicia d. Rotman, o. Ahumada, Fernando Biurrum. 2009. Essential Oils of Plants Used in Home Medicine in North of Argentina. J. of Essential Oil Res. (Carol Stream, Illinois, EE. UU.) 21: 1 - 5

- ------------------, -------------, ------------, --------------, ----------------, ------------, --------------. 2008. Aromatic plants of northwest of Argentina. Constituents of the essential oils of aerial parts of seven Verbenaceae: Lantana and Aloysia. J. of Essential Oil. Res. (Carol Stream, Illinois, UU EE) 00

- ------------------, -------------, e. Banchio, e.i. Lucini, Fernando Biurrum, alicia d. Rotman, o. Ahumada, julio a. Zygadlo. 2008. Essential Oil Composition of Three Species of Senecio from Argentina. J. of Essential Oil bearing plants (Prem Nagar, Dehraun, India) 11: 623 - 627

- berta Velásquez, alberto Andrade, maría Sandoval, osvaldo Ahumada, alicia d. Rotman, ana Carranza. 2007. Propagación acelerada de orquídeas del género Catasetum (Orchidaceae) del Parque nacional Calilegua, Jujuy, Argentina. AGRARIA. Revista Científica de la Facultad de Ciencias Agrarias (San Salvador de Jujuy, Argentina) 9: 57 - 71

- alicia d. Rotman. 2006. Lantana lundiana y L. velutina (Verbenaceae) nuevos registros para Argentina y Paraguay. Darwiniana (Lanús Oeste, prov. Buenos Aires, Argentina) 44: 514 - 518

### Libros y capítulos
- maría e. Múlgura de Romero, nataly o'Leary, alicia d. Rotman. 2012. Flora Argentina Verbenaceae. CABA, p. 220

- alicia d. Rotman, osvaldo Ahumada, mario Perea. 2011. Las plantas aromáticas de las Yungas de la Argentina. Aceites Esenciales - Química, ecología, comercio, producción y salud

( Córdoba, Argentina): 55 - 68
- -------------------. 2011. El género Lantana (Verbenaceae). Flora Argentina. Plantas vasculares de la República Argentina.

- -------------------. 2011. Los géneros Diostea, Lampayo, Pitraea, Neosparton y Xeroaloysia (Verbenaceae) de la Argentina. Flora Argentina. Plantas vasculares de la República Argentina

- maría e. Múlgura de Romero, nataly o'Leary, paola Peralta, alicia d. Rotman. 2010. Verbenaceae. Flora de San Juan. República Argentina. p. 1 - 45

- ----------------------------------, s. Atkins, f. França, n. O’Leary, p. Peralta, alicia d. Rotman. 2008. Verbenáceas. En F.O. Zuloaga, O. Morrone & M.J. Belgrano (eds.) Catálogo de las plantas vasculares de América del Sur subtropical y templada. Monographs in Systematic Botany from the Missouri Bot. Garden 107: 3101-3151

### Libros digitales
- s.f. Díaz Iconomovich, alicia d. Rotman. 2008. Árboles urbanos de San Salvador de Jujuy. CD ROM[5]

### Ponencias en Congresos
- alicia d. Rotman, maría ema Múlgura, nataly o'Leary, paola Peralta. 2009. La familia Verbenaceae en la Flora Argentina. XXXIIª Jornadas Argentinas de Botánica. Lugar: Huerta Grande, Córdoba, Argentina

## Honores
Miembro de
- Federación Argentina de Mujeres Universitarias - FAMU
- Sociedad Argentina de Botánica

- La abreviatura «Rotman» se emplea para indicar a Alicia D. Rotman como autoridad en la descripción y clasificación científica de los vegetales.[6]